# Порфирій (Гулевич)
Порфирій (Гулевич) (в миру Полікарп Васильович Гулевич; 26 лютого 1864, село Токарівка, Літинський повіт, Подільська губернія — 2 грудня 1937, Казахстан) — діяч православних деномінацій у СССР. Одна з духовних посад — єпископ Сімферопольський і Кримський Церкви тихоновців.
Зарахований до лику святих Російської православної церкви в 2000 році.

## Священик
Народився в сім'ї священника. В 1885 році закінчив Подільську духовну семінарію.
З 22 жовтня 1886 року — священник. В 1914—1928 роках — благочинний і настоятель собору в місті Ольгополі, деякий час викладав Закон Божий в місцевій гімназії. Овдовів.
Виступав проти обновленського руху: у своїх проповідях відкрито викривав його представників та серед своєї пастви поширював листівки, що закликають залишатися вірними Патріарху Тихону. Користувався авторитетом серед віруючих, питання про його висвячення на єпископа розглядався українськими православними архієреями з 1925 року. Брав участь в таємній роботі по організації на Поділлі груп духовенства та віруючих, непідконтрольних владі.
В 1927 році прийняв чернечий постриг. Критично ставився до рішення Заступника Патріаршого місцеблюстителя митрополита Сергія (Страгородського) скасувати поминання всіх єпархіальних архієреїв, які перебували в таборах і засланнях: «Неможливо відмовитися від засланих єпископів, це все одно, що відмовитися від самих себе».

## Єпископ
З 25 червня 1928 року — єпископ Криворізький, вікарій Дніпропетровської єпархії. Здійснював часті богослужіння, на яких незмінно виголошував проповіді, активно відвідував парафії єпархії.
З 5 вересня 1930 року — єпископ Зиновєвский, вікарій Одеської єпархії.
З 11 вересня 1931 року — єпископ Кримський. Був улюбленцем своєї пастви. Продовжував багато проповідувати (в тому числі говорив про голод, який у той час був в Україні), багато спілкувався з віруючими, регулярно служив у різних храмах єпархії. Активно виступав проти обновленства, що викликало погрози з боку останніх: обновленський митрополит Іерофей (Померанцев) з церковної кафедри заявив, що він заарештує єпископа Порфирія.
Закликав православних молитися за «засланих та ув'язнених, які невинно нудяться у вигнанні, архієреїв, священство, чернецтво і мирян». Критикував діяльність представників місцевої влади, які підтримували оновленців і порушили навіть радянські закони, переслідуючи православну церкву. Розповсюдив на цю тему лист, в якому в той же час закликав віруючих зазнавати до кінця всі приниження і утиски, незважаючи на очевидні всім беззаконня. З юридичних питань єпископа консультував колишній присяжний повірений Анатолій Корді, який пізніше був арештований і розстріляний (винним в контрреволюційній діяльності себе не визнав).
В 1933 році був заарештований, два місяці провів у в'язниці, потім звільнений.

## Арешт і заслання
9 жовтня 1936 року знову заарештований, звинувачений в тому, що благословляв священство молитися за засуджених, у заохоченні «нелегальної діяльності деяких чернечих підпільних організацій», в «прояві зайвої ревнощів у боротьбі з оновленцями» та ін. Чотири місяці перебував у в'язниці в Сімферополі. Винним себе не визнав.
3 січня 1937 року був засуджений до п'яти років адміністративної висилки в Казахстан. Посилання відбував на станції Уш-Тобе Каратальского району Талди-Курганської області. Перебував там із засланим (від 1935 р.) єпископом Катеринославським Макарієм (Кармазіним). Іноді вони таємно вдома здійснювали Божественну Літургію.

## Останній арешт і мученицька кончина
20 листопада 1937 єпископ Порфирій і єпископ Макарій були арештовані. Звинувачені в тому, що вони «проводили антирадянську пропаганду і дискредитували Радянську владу, а також підтримували зв'язок з контрреволюційними елементами, систематично отримуючи від останніх матеріальну допомогу». Винним себе не визнали.
1 грудня 1937 року єпископ Порфирій (Гулевич), єпископ Макарій (Кармазін) і двоюрідна сестра владики Макарія Раїса Олександрівна Ржевська постановою трійки УНКВС Алма-Атинській області були засуджені до смертної кари і розстріляні на наступний день.
Зарахований до лику святих новомучеників і сповідників Російських на Ювілейному Архієрейському соборі Російської православної церкви в серпні 2000 року.

## Вшанування
На честь священномученика Порфирія (Гулевича) освячений правий приділ Спасо-Преображенського кафедрального собору м. Кривий Ріг (Криворізька єпархія).
14 липня 2013 року в рамках святкування 1025-ліття Хрещення Русі у Кривому Розі було відкрито пам'ятник святим Онуфрію (Гагалюку) та Порфирію (Гулевичу) на Соборній площі перед Спасо-Преображенським собором. Скульптор — В. І. Токар.  